# Друхів
Дру́хів  — село в Україні, у Рівненському районі Рівненської області. Населення становить 1460 осіб. наразі у складі Березнівської міської громади, раніше було центром Друхівської сільської ради.

## Етимологія (походження назви села)
Ярослав Остапович Пура в монографії «Про походження назв населених пунктів Ровенщини» здійснив дослідження етимології (походження) словотвору назв понад 700 населених пунктів Рівненської та суміжних областей. Він пише, що в першій згадці про село Друхів у 1596 році написано «в селе Дрыховахь», у 1871 — Druchowa, а вже у 1890 році — село Друхова, у 1927 році — Druchow, 1946 рік — с. Друхів (при річці Сергіївці). Він припускає, що назва села може походити від слова дрих — дрихнути, спати, або від польського слова Druch — приятель, друг польською мовою).
Народна етимологія виводить походження топоніма від назви птахів — дроф (або дроха), які колись водилися на болотистих, покритих чагарниками навколишніх полях. Ще одна легенда стверджує, що назва села походить від слова «дрижати». Адже земля навколо села в багатьох місцях болотиста і коли татари або польська кіннота проїжджала по цій місцевості, то земля під копитами коней дрижала, двигтіла.

## Географія
Село розташоване серед хвилястої рівнини, чорноземи чергуються з піщаними і болотяними ґрунтами. Друхівські поля оточені сосновими та мішаними лісами, що з південно-східної частини починаються майже від села, в інших — за кілька кілометрів від нього (6-8).
Розташоване село за 18 км від центру громади, за 34 км від залізничної станції Моквин. Площа села становить 1449,6 га.

## Історія
Село вперше згадується в документі 1596 року: «Село Друхов, под именем села Дрыхова Хупковской волости, как имение Каштелянина Брацлавского, старосты Луцкого Олександра на Хупкове Семашки, упоминается в акте от 1596 г., 7 марта, — в сознании возного о том, что он ездил в замок Межирицкий, к державцу Скотницкому требовать вознаграждение для попа Семашки, каштелянина Брацлавского, за убытки, причинённые поддаными Межирицкими в его имениях, у том числе в селе Дрыховах.
Скотницкого не было тогда в замке Межирицком, но возный нашёл в нём до 200 человек мещан и крестьян окрестных сел., которые назвали себя сотнею войска Лободы, а также скот и лошадей, которых они награбили в имениях Семашки, но его не допустили сделать этого и с побоями выгнали из замка».
Пізніше, в 1879 році, Тадеуш Єже Стецький згадує: «Село це заклав на землях Холопських староста Данилович, чоловік останньої із дочок по Семашковій лінії із Хупкова…» Згідно даних Даниловича, в 1629 році тут налічувалось 64 дими.
З 1790 року Друховою володів довгий час Томаш Ябгорський за виконання якогось доручення пана Даниловича. Ябгорський був добрий шляхтич, спритний хазяїн, був у повазі Любомирських з Ровно, Стецьких з Межиріч, Валевських з Тучина. Він купував великими партіями пшеницю, яку перепродував в кілька разів дорожче і відправляв її до Гданська.
Після смерті Ябгорського, який не мав потомства, володіння перейшло до його сестри Янковської, а від Янковської — до її сина Олександра.
В 1793 році Михайлом Корженівським була побудована церква, а в 1835 році Олександр Янковський передав церкві сорок десятин землі, багатства якої після чого зросли. Друхівська церква Різдва Пресвятої Богородиці належала до приходу Михайлівської церкви, що в селі Погорілівка (тепер Поліське). В «Церковній відомості» за 1798 рік знаходимо такий запис:
| Назва села  | Дворів | Чоловіків | Жінок |
| ----------- | ------ | --------- | ----- |
| Погорілівка | 43     | 254       | 242   |
| Грушівка    | 25     | 120       | 111   |
| Гута        | 9      | 32        | 28    |
| Друхова     | 43     | 149       | 140   |
| Разом       | 179    | 555       | 526   |

А в 1826 році, це через 28 років знаходимо такі дані:
| Назва села  | Дворів | Чоловіків | Жінок |
| ----------- | ------ | --------- | ----- |
| Погорілівка | 53     | 273       | 275   |
| Грушівка    | 17     | 74        | 83    |
| Гута        | 4      | 24        | 27    |
| Медведовка  | 1      | 2         | 4     |
| Друхова     | 44     | 221       | 231   |
| Разом       | 119    | 597       | 624   |

У липні 1925 року Сейм прийняв Закон про парцеляцію і осадництво. В кінці грудня 1925 року цей закон набрав чинності. «Парцеляція» — розподіл землі на дрібні ділянки (парцели). На основі земельних законів 1919 і 1925 років належали викупу землі колишніх династій, казенні землі, погано організовані поміщицькі господарства. Викуплені землі призначалися для продажу невеликими ділянками.
При церкві села Друхова 42 десятини віддана «під парцеляцію». Земля засівається селянами за третій сніп, а сінокіс — на половину. Середній дохід — 6 пудів з гектара.
При церкві Різдва Пресвятої Богородиці була церковно-приходська школа.
У «Кліровій відомості» за 1933 рік у 3-у розділі «Відомості про приход» перераховані всі села з кількістю сімей і жителів (окремо чоловіки і жінки).
Після проведення інвентарної реформи становище Друхівських кріпаків не поліпшилось. Про це свідчить справа Ровенського повітового суду про смерть кріпака Стемплюка після вбивства його панським прикажчиком Куликовським (Ровенський обл. архів, «Дело о смерти крестьянина села Друховой Стемплюка»). Трапилось це 14 квітня 1838 року, коли селянам наказано було з'явитись на панські луки для корчування кущів верболозу. Прикажчика повністю виправдали, довівши з допомогою підкуплених лікарів і суддів, що Стемплюк помер від запалення легенів і крововиливу в мозок.
Довжина села в середньому (50-60 роки ХІХ століття) дорівнювала 1 кілометр, а сьогодні — до 4 км.
Перші двори починалися від будови теперішнього магазину «Продтовари» і продовжувались на південь до річки, закінчуючись панським подвір'ям, де сьогодні піднімається нове двоповерхове приміщення середньої школи. Ця частина села називалася Босоволею. Про тяжке становище її мешканців говорила сама її назва: «Боса воля».
Після реформи 1861 року друхівські селяни одержали в наділ по неймовірні 7,5 — 9,5 десятин землі. До переходу на викуп селяни вважалися тимчасовозобов'язаними. За кожну десятину корінного й додаткового наділу вони мусили відпрацювати поміщикові 9,5 пішого чоловічого дня, або сплатити 1 крб. 50 коп. оброку.
Напередодні першої світової війни тут проживало 996 осіб. На них припадало, як говориться в «Списку населенных мест Волынской губернии», «один мировой посредник, четыре мировых судьи, три судейских следователя и два полицейских стана».
Першу парафіяльну школу в селі відкрито в 70-ті роки 19 ст. Вона розміщувалась в хаті селянина Кардана Федора. Пізніше коло церкви була побудована проста селянська хатина, що носила назву церковно-приходської, а з 1909 р. — земської школи, де навчались діти найбільш заможної частини селян.
Ризький договір 1921 року між РРФСР,УСРР і Польщею оформив входження Західної України до складу Польщі. Село Друхова у складі західної частини Волині відійшло до Речі Посполитої. Березнівську волость поляки поділили на дві гміни — Березнівську і Людвипільську.
За переписом 1921 року в селі нараховувалось 251 будинків з загальною кількістю населення 1392 осіб. З них: жінок — 723, чоловіків — 669.
За національним складом населення поділялось так: українців — 1325; поляків — 45; євреїв — 22. (Із «Списка населённых мест Волынской губернии»).
1924 року жителів спіткало стихійне лихо. Навесні протягом 30 годин йшла злива, річка вийшла з берегів і затопила село. Окупаційна влада нічим не допомогла потерпілим селянам.
В Друхові не було ні лікувальних, ні санітарних закладів, через що поширювались різні хвороби, особливо серед дітей. Прийом у приватного лікаря коштував 5-8 золотих, а виклик його додому 8-12 золотих. Лікарський нагляд при пологах обходився в суму 80 золотих. Тому бідняки під час хвороби звертались до знахарів. Були поширені забобони, віра в цілющі властивості «святих місць».
На низькому рівні була й освіта. Не дивлячись на те, що в школі навчалось лише 30 % поляків, а переважна більшість учнів була українського походження, навчання проводилося лише польською мовою.
Після Пакт Молотова — Ріббентропа розподілу Польщі між Німеччиною та СРСР, Друхів було окуповано Радянською Росією. У жовтні 1939 року відбулись вибори до Народних Зборів Західної України.
1939 року на хуторі Березина примусово створюється колгосп імені Шевченка, на честь чого в 1959 році в центрі села споруджується пам'ятник Кобзареві.

## Село Друхів в період Другої Світової війни
Мирне життя, після окупації Совітами, тривало недовго. 5 липня 1941 року Друхову окупували війська гітлерівської коаліції. Нові загарбники забрали в селі 275 голів великої рогатої худоби, 400 овець, 70 свиней. На роботи до Німеччини виїхали 35 чоловік і 40 жінок. (Із «Історії міст і сіл УРСР. Ровенська область»).
Зима 1942—1943 років характерна тим, що по всьому Березнівському районі йшла активна розбудова військових відділів і небувалий ріст рядів ОУН.
Багато друхівчан поповнили ряди ОУН. Багато із них віддали своє життя в боротьбі за незалежність України («Книга Пам'яті і Слави Волині» Т. 3. Березнівський район).
Війна йшла на кілька фронтів. Члени ОУН боролися з німцями та більшовиками, радянські партизани боролися проти німців та оунівців. Часто створювалися лжезагони, які сіяли паніку і дезінформували населення. Німцям часто допомагали польські шуцмани.
У 1943 році поляк Казимір привів шуцкоманду з села Бистричі і підпалив село.
6 січня 1944 року Друхову в ході Рівненсько-Луцької операції знову окупували частини 121-ї гвардійської Гомельської дивізії 13-ї армії у взаємодії з партизанським з'єднаннями І. І. Шитова та С. Ф. Малика. За передовою лінією Радянської Армії суцільною лавиною посунули численні загони НКВС, а за ними — прикордонні війська. Їх мета була виловлювати тих, хто уникав мобілізації РСЧА. Мобілізованих жителів села перевіряли на благонадійність. Тих, хто співпрацював з німцями, згідно з їх провиною або відправляли в тил для подальшої їх перевірки, або спрямовували до штрафних рот. Всіх інших направляли у звичайні роти та запасні полки. В основному їх було направлено до військ 1-го Українського та 2-го Білоруського фронтів.
На фронтах німецько-радянської війни на боці СРСР воювало більше 100 мешканців села, 32 з них було відзначено радянськими бойовими орденами й медалями, а загинуло 45. Комуністична влада спорудила на вшанування їх пам'яті в 1965 році обеліск (з нагоди ювілею, 20 річниці капітуляції Німеччини. Раніше це зробити не влада не бажала).

### Згадаймо всіх поіменно
Кардаш Федір Андрійович народився 08.02.1920 року в селі Друхів Березнівського району Рівненської області. У 1932 році закінчив 3 класи Друхівської початкової школи. 16 січня 1944 року був мобілізований Людвипольським (тепер Березнівський) районним військовим комісаріатом на фронт. Воював у складі 69-го запасного стрілецького полку, 172-го стрілецького полку. 20 червня 1944 року на фінській границі був поранений в ногу. Після поранення воював у 1265 стрілецького полку, 113-у стрілецько-кулеметному артилерійському батальйоні. Визволяв м. Виборг, брав участь в боях на річці Нарві. Демобілізований 26 травня 1946 року.
Помер Федір Андрійович у 1993 році.
Нагороджений: медаллю «За перемогу над Німеччиною у Великій Вітчизняній війні 1941—1945 рр.», медаллю «50 років Збройних Сил СРСР», ювілейною медаллю «20 років перемоги у Великій Вітчизняній війні 1941—1945 рр.», ювілейною медаллю «30 років перемоги у Великій Вітчизняній війні 1941—1945 рр.»
Ковалик Григорій Арсенович народився 03.03.1910 року в селі Друхів Березнівського району Рівненської області.
Воював у 63-у Червонопрапорному полку, 3-й автоматній роті і в 3-й мінометній роті. Воював у Фінляндії, Естонії, Латвії. Брав участь у боях у Східній Пруссії.
Помер Григорій Арсенович 21.06.1988 року.
Нагороджений: Орденом Червоної Зірки
медаллю «За перемогу над Німеччиною у Великій Вітчизняній війні 1941—1945 рр.»
ювілейною медаллю «30 років у Великій Вітчизняній війні 1941-1945рр»
Ляховчук Мефодій Михайлович
Народився в 1921 році в селі Друхів Березнівського району Рівненьської області. У 1944 році пішов на фронт, де воював у запасному 101-у полку у Воронезькій області. Потім попав на 3-й Білоруський фронт, з боями пройшов Білорусь і Литву, брав участь у прориві границі Східної Пруссії, у боях на річці Німан, за що отримав медаль «За відвагу». Брав участь в боях за місто Кенігсберг, за що отримав медаль «За взяття Кенігсберга». Після цього пройшов з боями до Балтійського моря і завершив тут війну. Брав участь у війні з Японією. За визволення Маньчжурії отримав подяку від Сталіна і медаль «За перемогу над Японією».
Помер Мефодій Михайлович 27.01.2007 року.
Нагороджений: медаллю «За взяття Кенігсберга»
«За перемогу над Японією»
«За перемогу над Німеччиною у Великій Вітчизняній війні 1941—1945 рр.»
Орденом Вітчизняної війни ІІ ступеня
Якимчук Василь Мусійович народився 18 березня 1927 року в селі Ожарівка Хмельницької області Остропольського (нині Старосиневського) району. Весною 1943 року був примусово вивезений на каторжні роботи в Німеччину. Працював у Тарнау в бауера Петера Матея.
23 січня був визволений з фашистської неволі радянськими військами, добрався до міста Чинстахов (Польща) і разом з визволеними радянськими військовополоненими прийняв військову присягу і був відправлений в діючу армію. З 1 лютого 1945 року служив зв'язковим у роті зв'язку в 898 стрілецькому полку 245 стрілецької дивізії.
В складі 1-го українського фронту узяв участь у Вісло-Одерській наступальній операції. Потім, перетнувши з боями Карпати, дивізія, де служив на той час рядовий Якимчук уже наводчиком 45 мм орудії, узяла участь у Празькій операції.
Після закінчення операції дивізія повернулась назад через Карпати в Німеччину, де її розформували і направили далі в Австрію на постійне місце дислокації.
Осінню 1947 року 447 артилерійську бригаду, де служив на той час В. М. Якимчук, передислокували з Австрії в Білоруське місто Постави Молодеченської області.
У 1951 році сержант Якимчук Василь Мусійович був демобілізований з лав Радянської армії і повернувся в рідне село.
Нагороджений:
Медалями «За відвагу»
Медаль «За перемогу над Німеччиною у Великій Вітчизняній війні 1941—1945 рр.»
Орденом Вітчизняної війни ІІ ступеня
Орденом «За мужність»
Ювілейною медаллю «20 років перемоги у Великій Вітчизняній війні 1941—1945 рр.»
Ювілейною медаллю «30 років перемоги у Великій Вітчизняній війні 1941—1945 рр.»
Ювілейною медаллю «40 років перемоги у Великій Вітчизняній війні 1941—1945 рр.»

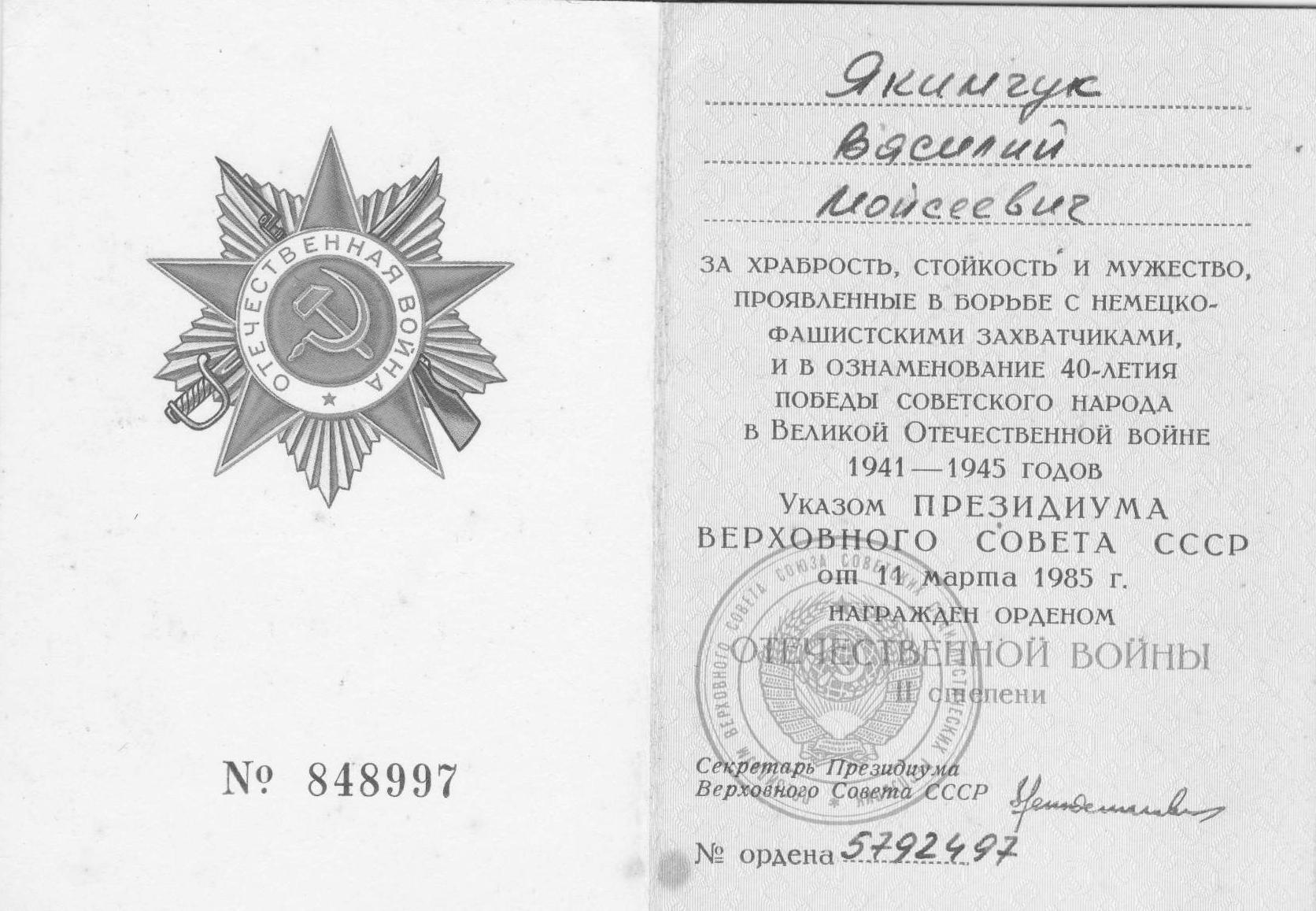
Нагорода "Орден Вітчизняної війни ІІступеня"
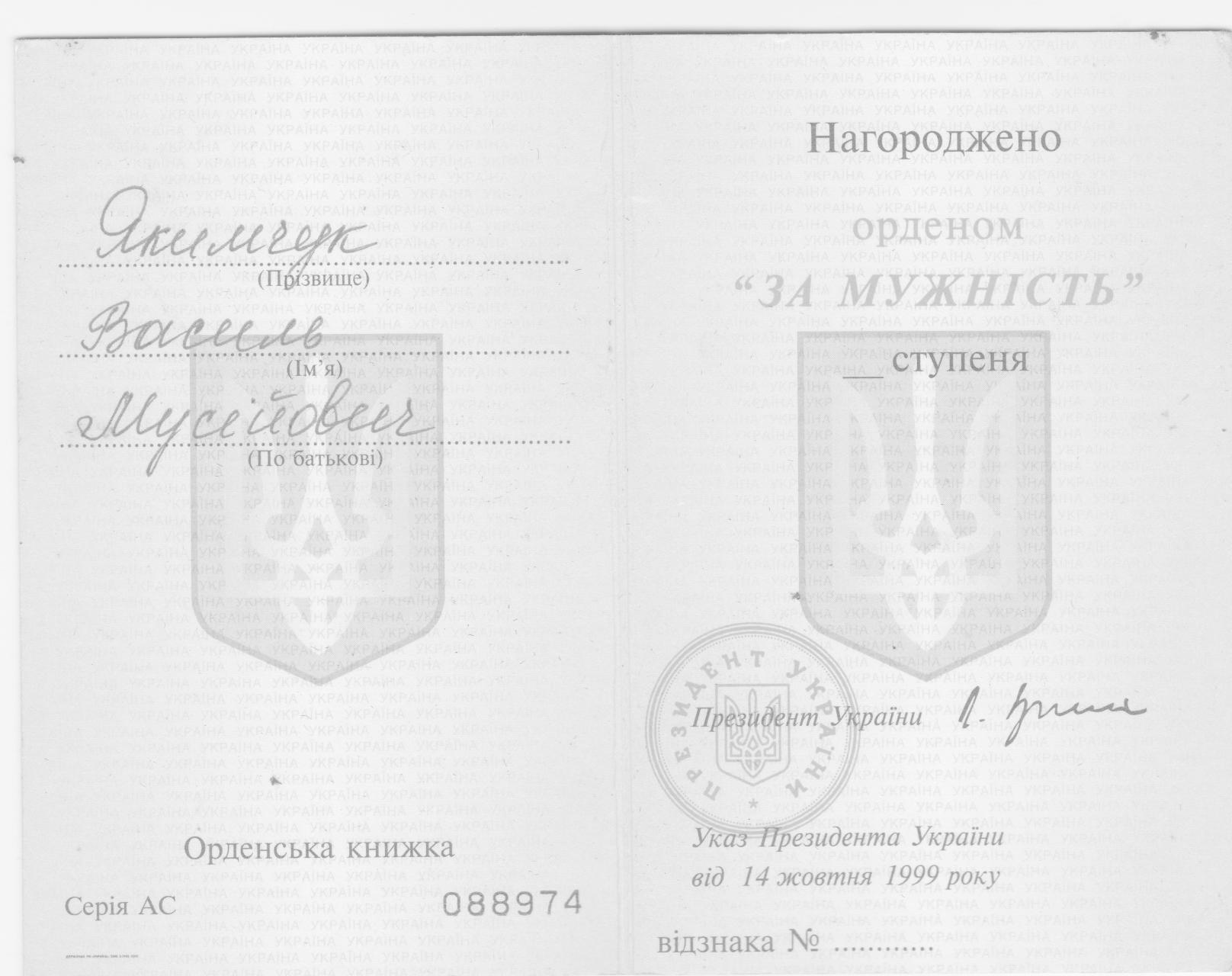
Нагорода "Орден за мужність"

Мороз Григорій Данилович народився 13 травня 1919 року в селі Друхів Березнівського району Рівненської області. У вересні 1941 року призвали в ряди збройних сил СРСР. Після призову служив у місті Орел. На початку війни військову частину, у якій служив Григорій Данилович, перекинули в м.Єлець Воронезької області. Обороняв м.Воронеж, брав участь в Курській битві. Демобілізований в 1947 році.
Нагороджений: Орденом Вітчизняної війни
медаллю «За перемогу над Німеччиною у Великій Вітчизняній війні 1941—1945 рр.»
ювілейною медаллю «20 років перемоги у Великій Вітчизняній війні 1941—1945 рр.»
ювілейною медаллю «30 років перемоги у Великій Вітчизняній війні 1941—1945 рр.»
ювілейною медаллю «40 років перемоги у Великій Вітчизняній війні 1941—1945 рр.»
Помер Григорій Данилович 15.01.2002 року.
Мудрий Сергій Андрійович народився 21.08.1921 року в селі Друхів Рівненської області Березнівського району. 21.05.1944 року мобілізований на фронт. Спочатку воював у 76-у стрілецькому полку. Потім переведений в 146 гвардійський стрілецький полк. 03.01.45 року був тяжко поранений в плече. Після поранення в боях під містом Гембінінгом воював у 899-у окремому корпусі саперного батальйону. Спочатку воював у Пруссії, дійшов до Кенігсберга. Потім воював у Польщі, Чехословаччині, брав участь у взятті міст Познань та Берлін.
З фронту повернувся в рідне село в травні 1946 року.
Нагороджений: Медаллю «За відвагу», Медаллю «За взяття Кенігсберга», Медаллю «За взяття Берліна», Медаллю «За перемогу над Німеччиною у Великій Вітчизняній війні 1941—1945 рр», ювілейною медаллю «20 років перемоги у Великій Вітчизняній війні 1941—1945 рр.», ювілейною медаллю «30 років перемоги у Великій Вітчизняній війні 1941—1945 рр.»
Олексин Мефодій Іванович народився в 1923 році в селі Друхів Березнівського району Рівненської області. У 1941 році отримав незакінчену середню освіту. Призваний на фронт 21 травня 1944 року. Воював рядовим артилеристом на 2-у Білоруському фронті. Спочатку служив у запасному стрілецькому полку. Потім у 285 гвардійському зразковому полку, у 8-й армії Гомельського Гвардійського Червонопрапорного полку № 183. Брав участь у форсуванні річки Вісла, у взятті міст Варшава, Познань, Лодзь. 17.02.1945 року при форсуванні річки Одер був поранений. Демобілізувався в 1947 році.
Після закінчення війни працював діловодом в Друхівській середній школі.
Помер 01.07.1986 року.
Нагороджений: Медаллю «За перемогу над Німеччиною у Великій Вітчизняній війні 1941—1945 рр.», ювілейною медаллю «50 років Збройних Сил СРСР», ювілейною медаллю «20 років перемоги у Великій Вітчизняній війні 1941—1945 рр.»
Рачковський Василь Семенович народився 23.03.1926 року в селі Друхів Березнівського району Рівненської області. Воював у 26-у артилерійському полку на 3-у Білоруському фронті. Брав участь у форсуванні річки Німан, у боях під Кенігсбергом де і був поранений. Повернувся з війни у 1946 році.
Помер Василь Семенович 21.03.1997 року
Нагороджений: Орденом Червоної Зірки, медалями: «За відвагу», «За перемогу над Німеччиною у Великій Вітчизняній війні 1941—1945 рр.»
ювілейною медаллю «50 років Збройних Сил СРСР», ювілейною медаллю «60 років Збройних Сил СРСР», ювілейною медаллю «70 років Збройних Сил СРСР»
Яковчук Григорій Іванович народився 02. 03.1924 року в селі Друхів Березнівського району Рівненської області. На фронт мобілізований у 1944 році. Воював на 4-у Українському фронті, у 8-у запасному полку, 123-му стрілецькому полку, 72-му відділенні гірної бригади. Форсував річки Віслу та Одер. Брав участь у взятті міст Моравська Острава, Брно, Злата Липа, Прага. Воював у Японії.
Помер Яковчук Григорій Іванович 03.11.2000 року.
Нагороджений медалями: «За перемогу над Німеччиною у Великій Вітчизняній війні 1941—1945 рр.», «За перемогу над Японією», «50 років Збройних Сил СРСР», ювілейною медаллю «20 років у Великій Вітчизняній війні 1941-1945рр», ювілейною медаллю «30 років у Великій Вітчизняній війні1941-1945рр»

## Село в післявоєнний період
В 1959 році господарства села Друхів об'єдналися з колгоспом ім. Ватутіна Погорілівки (Поліського). Новоствореному колгоспу присвоєно назву «Дружба». Колгосп з центром у селі Погорілівка мав уже 2544 га орної землі, 642 га сіножатей, 453 га пасовищ, 358 га лісів, 17 га садів. Тут налічувалося 13 тракторів, 4 зернових комбайни, 14 автомашин тощо.
Після війни школа була в приміщенні, яке потім віддали для проживання вчительці Миронець Лідії Григорівні, а осінню 1949 року для школи віддали ще й хату селянина Петрова Олександра (Сеня), де до цього була сільська рада. В 1949 році директором школи призначили Нежид (Марчук) Ніну Петрівну. Вже в 1950 році школа стала семирічною, а в 1952 році був перший випуск семирічки. У 1957 школа стала середньою. Її розширили, добудувавши до дядьківської хати. Директором школи на той час була Мірошниченко Марія Іванівна, а потім Данишевський Петро Кіндратович.
У 1953 році з будівель репресованих жителів села побудовано клуб на 200 місць. Розпочали роботу гуртки художньої самодіяльності, — хоровий, вокальний, танцювальний, художнього читання. Хату-читальню теж переносять ближче до клубу. З 1952 року там працювала дружина голови колгоспу Шульгіна Тетяна Степанівна. Потім довгий час тут працювала завідувачкою Радчук Марія Іларіонівна, потім директор Соснівської районної, а потім Соснівської міської бібліотеки. 1963 року в читальні користувалися книжками (а їх було 5000 примірників) 600 жителів села. Активно велася пропаганда книги, відбувалися виставки, огляди, працівники бібліотеки відвідували читачів. Всім жителям села зроблено профілактичні щеплення, завдяки чому істотно зменшилася кількість захворювань. 1 травня 1951 року відкрито лікарню, яку в наступні роки значно розширено. Цього ж року на літній період створюються дитячі ясла.
Першим лікарем Друхівської лікарні була Піндюк Клавдія Олексіївна.
Електроенергія до села надходить від Добротворської електростанції.
12 червня 2020 року, відповідно до розпорядження Кабінету Міністрів України № 722-р від «Про визначення адміністративних центрів та затвердження територій територіальних громад Рівненської області», увійшло до складу Березнівської міської громади.
19 липня 2020 року, в результаті адміністративно-територіальної реформи та ліквідації Березнівського району, село увійшло до складу Дубенського району.

## Населення
За переписом населення 2001 року в селі мешкало 1 446 осіб. 100 % населення вказало своєї рідною мовою українську мову.

## Природні зони, пам'ятки природи
Село Друхів розташоване серед хвилястої рівнини, покритої зеленими травами луків і кущами верболозу. Ґрунти переважно дерново-підзолисті. Навколо села чорноземи чергуються з піщаними і болотяними ґрунтами. Тому за густою і кучерявою стіною зелених садів, розкішних городів подекуди підносяться невисокі піщані горби, а за ними — болота. Через село протікає річка Сергіївка, ліва притока річки Случ. Вона бере свій початок в Постомицькому лісі . В центрі села на руслі річки Сергіївка збудовано греблю і утворено невеликий ставок, його площа на даний час становить 9,5га. Колись тут були водяні млини і валяли сукно.

## Історичні та архітектурні пам'ятки

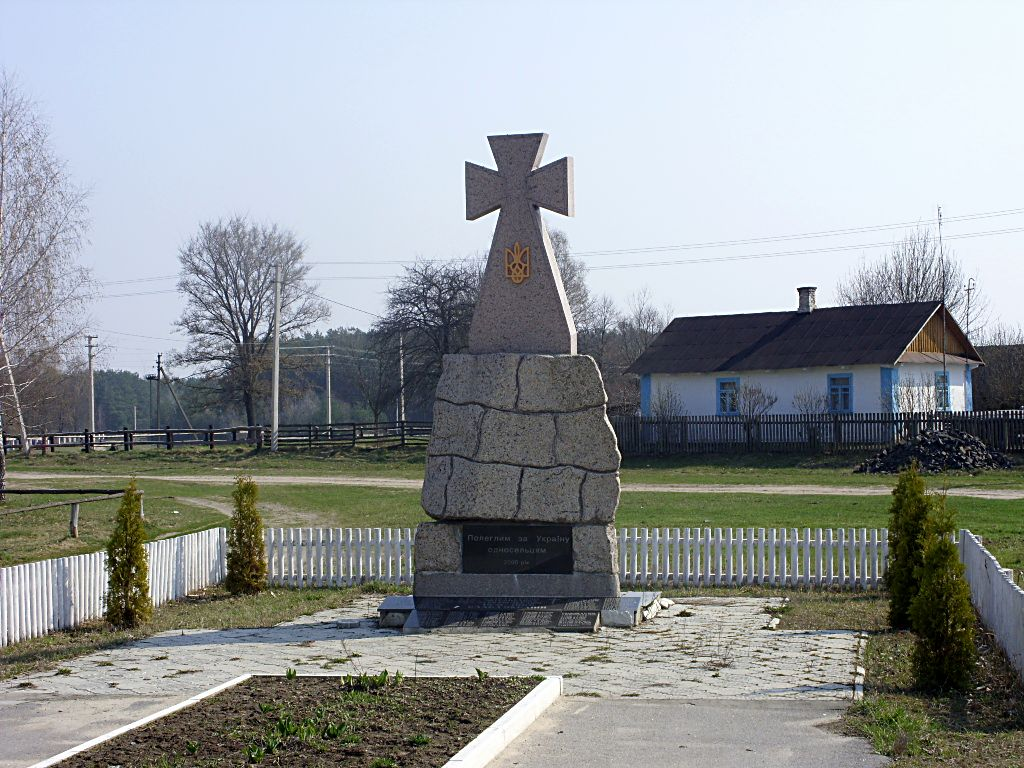
«Полеглим за Україну односельчанам»

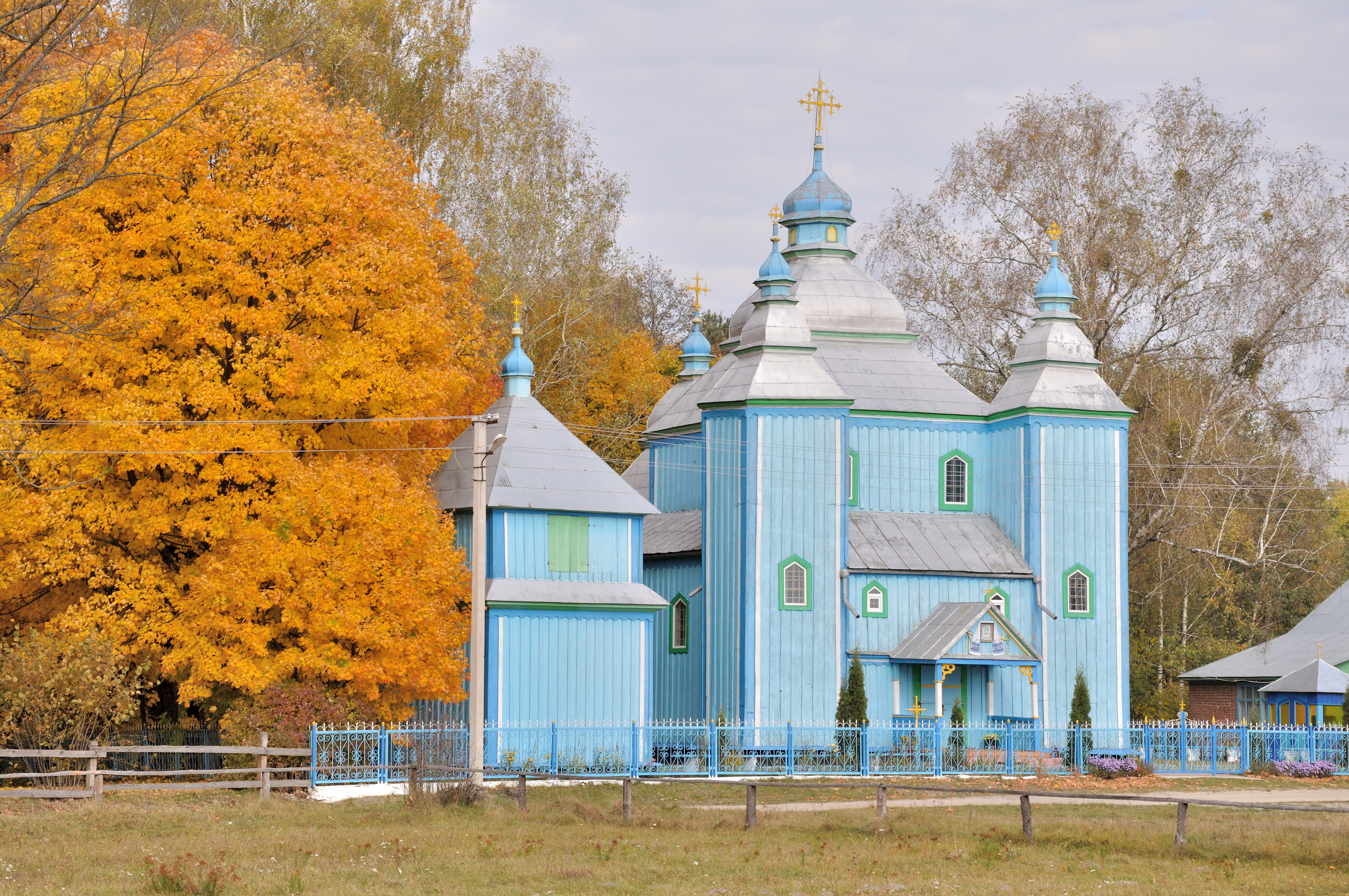
Церква Різдва Богородиці (дер.), с. Друхів,.jpg

На території села розташована архітектурна пам'ятка місцевого значення — православний храм Різдва Пресвятої Богородиці. Збудована церква місцевим поміщиком Михайлом Корженівським в 1793 році.
У 1965 році споруджено обеліск загиблим односельчанам на фронтах німецько-радянської війни.
У 2005 році коштом родини Гуриних споруджено пам'ятник воїнам-односельчанам, що боролися за волю України.

## Культура

### Бібліотека
Станом на 1971 рік книжковий фонд бібліотеки тоді становив близько 10000 примірників книг. Бібліотекою користувалися близько 1000 жителів села. Бібліотека досягла 100%-ї охопленості дітей шкільного віку. Відвідували бібліотеку більше половини дорослого населення села. Тому для обслуговування читачів у бібліотеці було введено ще одного бібліотекаря, який працював половину робочого дня.
Згодом при бібліотеці створюється гурток «Книжкова лікарня», на основі якого в 1988 році створюється клуб «Юні друзі книги».
До 1976 року комплектування бібліотек проводилося через бібліотечний колектор. Бібліотекарі самі замовляли потрібну їм літературу, одержували її у відділенні зв'язку і обробляли.
Після централізації бібліотек Березнівського району (1976, директор районної бібліотеки — Ігнатенко Паша Іванівна) для читачів було відкрито можливість використовувати книжкові фонди як і бібліотек району, так і бібліотек інших районів та областей через систему ВСО та МБА. У районній бібліотеці створено відділ комплектування та обробки літератури, який займається вивченням та комплектуванням книжкових фондів бібліотек, їхньою обробкою.
В 2001 році в приміщенні, де була дільнична лікарня, відкрили територіальний центр для самотніх громадян похилого віку та інвалідів, а амбулаторію перенесли в приміщення колишньої контори колгоспу. Виникла потреба в приміщенні для відділення поштового зв'язку. Тому бібліотеку вирішили тимчасово перенести в приміщення школи. В 2007 році збори пайовиків колгоспу імені Шевченка передали приміщення колишнього будинку тваринника для потреб громади села. В цьому приміщенні виконком сільської ради вирішив створити культурно — дозвіллєвий комплекс. Тут виділили кімнату і для сільської бібліотеки.
Паралельно з сільською бібліотекою в школі працювала шкільна бібліотека. Утворилась вона після того, як в Друхові почала функціонувати середня школа. З самого початку її утворення бібліотекарем працювала Грош Галина Іванівна. Коли книжковий фонд бібліотеки збільшився, її перенесли в будинок, розташований над самою річкою. І там вона була аж до того часу, коли в 1974 році школа почала функціонувати в новому приміщенні, у яке перенесли і бібліотеку.
В 2003 році державна влада на рівні Рівненської області вирішила провести експеримент терміном на три роки по об'єднанню шкільних бібліотек з сільськими. Шкільну бібліотеку були приєднано до сільської і утворено одну Друхівську публічно-шкільну бібліотеку, яка підпорядковується відділу культури. Бібліотека щороку бере участь у Всеукраїнській акції «Живи, книго!» та конкурсі «Шкільний бібліотекар», допомагає педагогічному колективу школи в реалізації «Програми національного виховання учнівської молоді». У 2007 році бібліотека зайняла 1-є місце в області за участь у Всеукраїнській акції «Живи, книго!» і була нагороджена грамотою обласного відділу освіти.
Бібліотека бере участь у конкурсі «Найкращий читач України» (2011 рік — Столярчук Ірина зайняла 2-е місце в районному конкурсі, 2014 рік — Марія Бурич перемогла у трьох етапах конкурсу і отримала звання «Найкращий читач України — 2014» серед учнів шостих класів в області та побувала на заключному етапі Конкурсу — Фестивалі дитячого читання «Книгоманія», що проходив 10-14 вересня 2014 року у Львові під гаслом «Схід і Захід — разом»).
Основним напрямком роботи бібліотеки є краєзнавчо-пошукова робота та пропаганда краєзнавчої літератури.
Зібрано матеріали про історію села Друхів, ветеранів німецько-радянської війни, воїнів-афганців, та створено власні видання. Записано з уст жителів села весільний обряд, легенди та перекази про походження назви села Друхів, його вулиць та урочищ. Створений власний електронний ресурс — CD-диск «Село моє, для мене ти єдине». Він був представлений на другий обласний конкурс інноваційного бібліотечного досвіду «Бібліофест». Досвід краєзнавчо-пошукової роботи бібліотеки опубліковано в № 3 (2014 рік) журналу «Шкільний бібліотечно-інформаційний центр».
Для популяризації краєзнавчих матеріалів бібліотека використовує книжкові виставки, виставки однієї публікації чи книги, презентації нових надходжень, мультимедійні презентації, поетичні хвилини, історичні мандрівки та інші. При шкільному абонементі бібліотеки створено музейний куточок «Обереги мого села» (2014 рік), експонати якого розповідають про життя та побут друхівчан в минулі часи.

## Сучасний стан

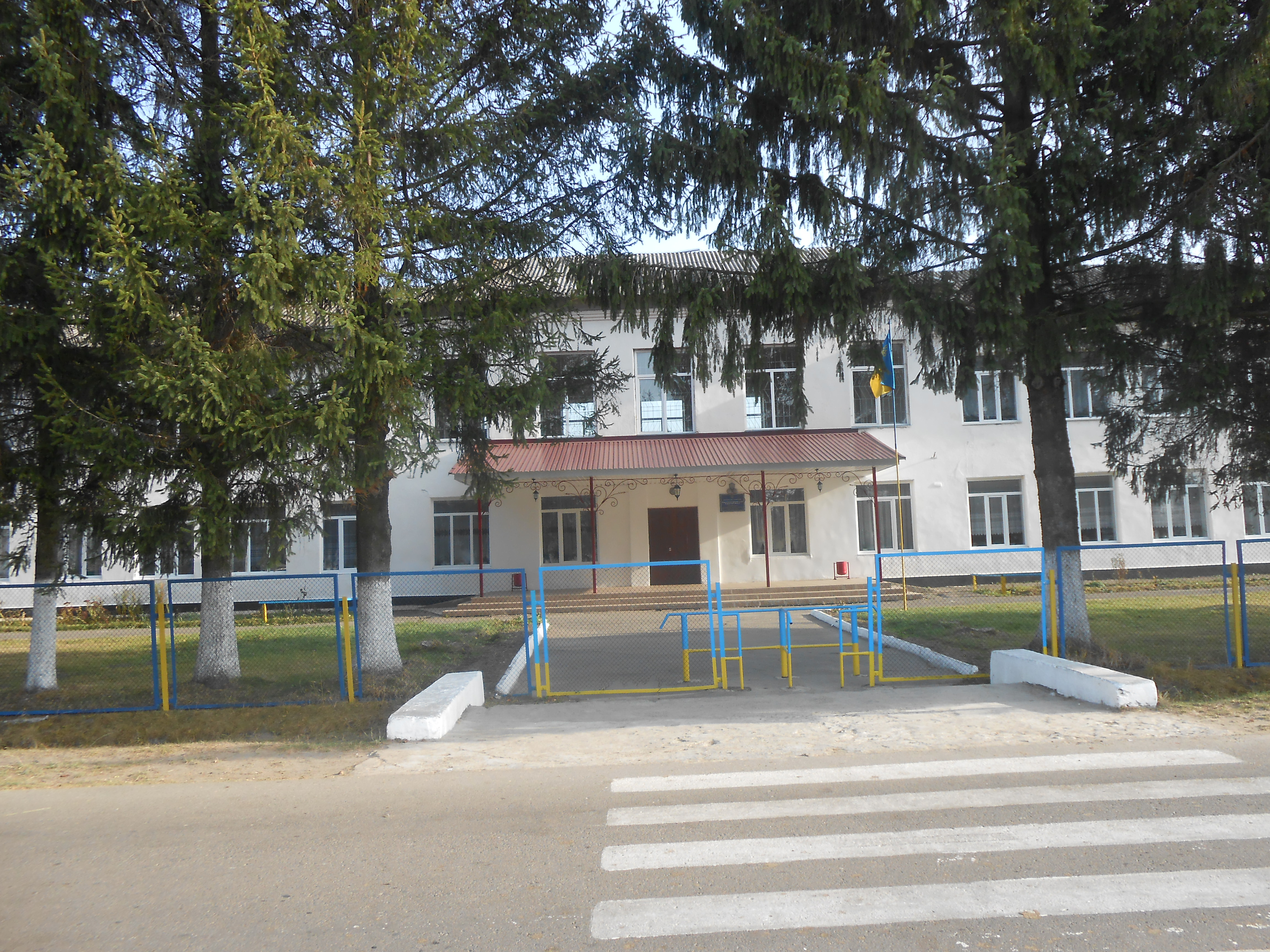
Друхівська ЗОШ І-ІІІ ступенів

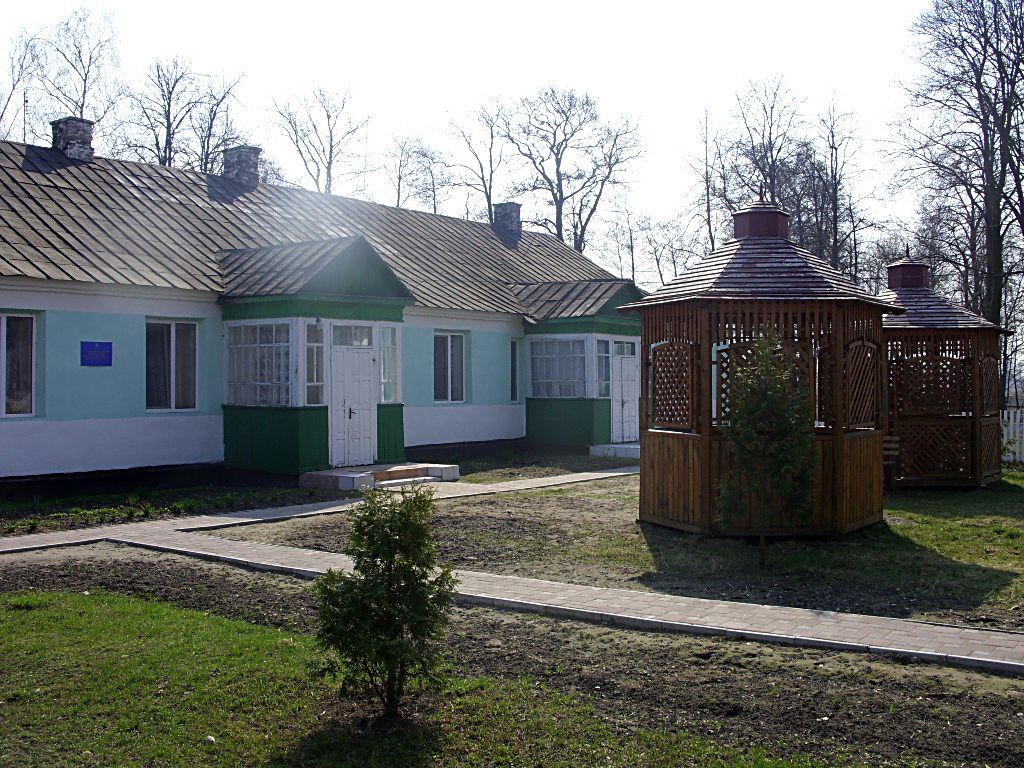
Друхівське відділення КЗ «Територіальний центр соціального обслуговування (надання соціальних послуг)»

Станом на 01.01.2014 року кількість дворів становить — 459, жителів — 1460. В тому числі молоді з 16 до 35 років — 386 осіб, громадян пенсійного віку — 253 осіб, громадян працездатного віку — 780 осіб, з них працюючих — 152 осіб.
В селі функціонує Друхівська ЗОШ І-ІІІ ступенів, де навчається 204 учні (1974 рік); дошкільний навчальний заклад «Мальвіна» на 40 місць (2011 рік); сільський клуб; лікарська амбулаторія загальної практики сімейної медицини, де діє денний стаціонар на 10 ліжок (2003 рік); діє чотири торговельних заклади, три з яких належать підприємству споживчої кооперації району, один — приватному підприємцю; діє бібліотека, музей історії села, поштове відділення.
В селі функціонує Друхівське соціальне відділення територіального центру соціального обслуговування самотніх людей похилого віку та інвалідів (2001 рік).
З підприємств і установ виробничої сфери знаходиться СФГ «Сергіївка» та ФГ «Слава».

## Відомі люди
- Гурин Василь Арсентійович — доктор технічних наук, професор, ректор Національного університету водного господарства та природокористування (НУВГП)до 2012 р. «Заслужений діяч науки і техніки України»
- Олійник Антон Якимович — підпільник ОУН, учасник боротьби за відновлення незалежности України.